# Robert Tatin
Robert Tatin (* 9. Januar 1902 in Laval; † 16. Dezember 1983 in Cossé-le-Vivien) war ein französischer Künstler.

## Leben
Tatin stammt aus einem eher volkstümlichem Milieu. Er durchlebte eine einsame Jugend und wurde von Frauen geprägt: Mutter, Großmutter, Schwester, Amme und Nachbarinnen.
Mit 14 Jahren begann er eine Anstreicherlehre. Nach vierjährigem Aufenthalt in Paris kehrte er zurück ins heimatliche Laval und etablierte sich dort als erfolgreicher Bauunternehmer. Erst nach 1945 entwickelte er sich zum bildenden Künstler, verkehrte mit Jean Dubuffet, André Breton, Jean Paulhan, Jacques Prévert, Alberto Giacometti, Jean Cocteau, Aristide Caillaud, Benjamin Péret. Ab 1951 unternahm Tatin eine fünfjährige Südamerikareise und interessierte sich vor allem für die indigenen Kulturen. Auch künstlerisch war die Reise erfolgreich: er erhielt einen Ersten Preis für Skulptur bei der ersten Biennale von São Paulo (1951).

## Musée Robert Tatin
Ab 1962 realisierte Tatin sein Privatmuseum in La Frénouse bei Cossé-le-Vivien, dessen monumentale Skulpturen deutlich von präkolumbischen Vorbildern beeinflusst erscheinen. Der Gesamtkomplex gilt als Beispiel für autodidaktisch erstellte phantastische Architektur.

## Filmografie
Über Robert Tatin und sein Werk sind fünf Filme bekannt:
- De l'autre côté du miroir, TV-Film von Max-Pol Fouchet 1967 über Magritte, Paul Delvaux, Aristide Caillaud und Robert Tatin
- Ein Film aus 1972 von Jac Remise für den ORTF
- Ein Wochenschaufilm von Fox-Moviétone August 1974
- Ein Film von Claus Hermans für das deutsche Fernsehen aus 1976
- Tatin-Circus von Robert Maurice und Claude Arrucci, für FR3 Rennes (1977)